# Rete fantasma

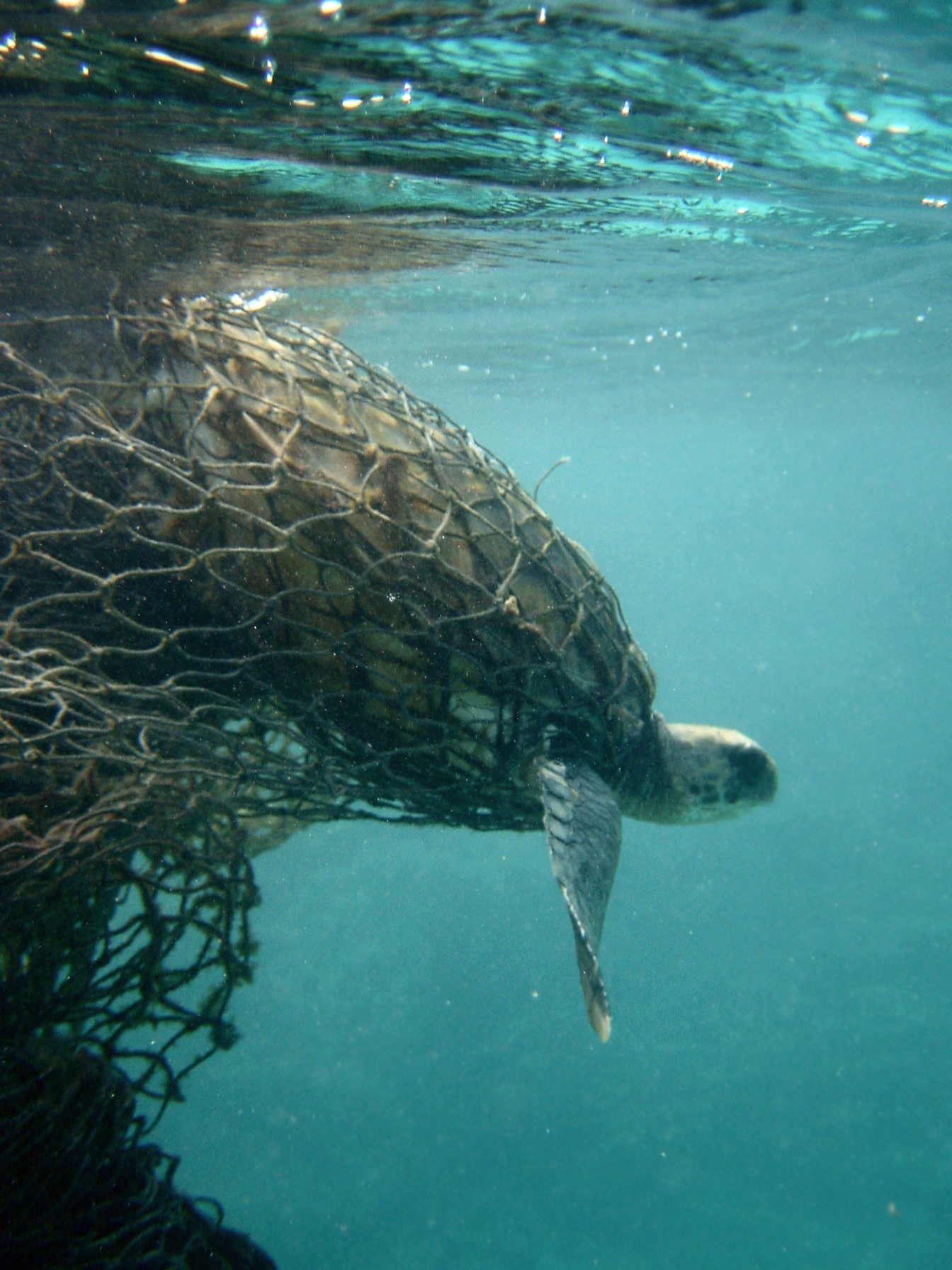
Una tartaruga marina (Chelonia mydas) intrappolata in una rete fantasma.

Una rete fantasma (in inglese ghost net) è una rete da pesca abbandonata o smarrita in mare, in un lago o in un fiume. Le reti fantasma sono una delle componenti del cosiddetto ghost gear che comprende genericamente le attrezzature da pesca abbandonate o smarrite.
In ambito scientifico si usa l'acronimo ALDFG, cioè Abandoned, Lost or otherwise Discarded Fishing Gear, cioè attrezzi da pesca abbandonati persi o dismessi.
Le attrezzature da pesca abbandonate sono una componente rilevante dei rifiuti marini, la precisa quantificazione del fenomeno è tuttavia difficoltosa. Uno studio del 2019 stima che vengono smarrite o abbandonate il 5,7% di tutte le reti, l'8,9% delle nasse e trappole e il 29 % dei fili e lenze da pesca usati in un anno.

## Origine
Le reti e attrezzature da pesca possono essere smarrite in seguito a maltempo o ad incidenti, nel caso delle reti a strascico può capitare che rimangano impigliate in relitti o altri ostacoli presenti sul fondale marino, talvolta le reti rimangono impigliate in altre reti ad esempio in quelle da posta. Nel caso di pesca illegale a volte le reti vengono abbandonate dai pescherecci in presenza di controlli improvvisi.
Nel complesso dell'attività di pesca una percentuale di perdita dell'attrezzatura da pesca è considerata fisiologica.

## Effetti
L'impatto ambientale delle reti fantasma si manifesta in modi diversi:
- la "pesca fantasma" (il cosiddetto ghost fishing) data dagli animali che vi rimangono intrappolati, questi sono sia pesci, sia mammiferi e uccelli marini. L'impatto dipende da diversi fattori come il tipo di rete, il suo peso e dimensioni, il carico al momento dell'abbandono o smarrimento, la corrente e la presenza nell'area di specie, la velocità con cui la rete raggiunge il fondo. Le reti collassate o impigliate, una volta liberate del carico di pesce possono riacquistare la loro forma originaria e tornare a pescare/intrappolare specie con efficacia deleteria considerando che le specie intrappolate spesso agiscono da esca per altre specie.
- nel caso delle reti posate sui fondali vi è sia l'impatto sulle specie bentoniche che vi rimangono intrappolate ma anche l'alterazione dei fondali dato dal trascinamento delle reti da parte delle correnti particolarmente rilevante nel caso delle barriere coralline dove lo sfregamento dei materiali delle reti fantasma altera la struttura del reef e uccide gli invertebrati che lo formano
- l'inquinamento da plastica perché i materiali sintetici di cui sono composte le attrezzature rilasciano tossine, si degradano in microplastiche ed entrano nella catena alimentare

A questi fattori si unisce anche il pericolo per la navigazione, non sono infrequenti i casi in cui le reti si impigliano nelle eliche compromettendo la stabilità e la manovrabilità delle imbarcazioni e mettendo in pericolo equipaggio e passeggeri. Tra le cause individuate che hanno provocato l'affondamento dell'imbarcazione coreana Seo-Hae nel 1993 vi fu l'attorcigliamento intorno all'elica di una corda da pesca, 292 delle 363 persone a bordo persero la vita. 
Anche in assenza di danni la rimozione delle reti impigliate comporta spesso onerose operazioni di manutenzione. 

## Misure di contrasto
Il problema delle reti fantasma fa parte della più ampia questione dei rifiuti marini. 
Misure specifiche riguardanti gli ALDFG prevedono interventi di:
- prevenzione, ad esempio regolamentazioni per la tracciabilità delle attrezzature da pesca,[8] incentivi al recupero delle attrezzature o programmi di gestione spazio/temporale delle aree di pesca per evitare conflitti tra attrezzature
- mitigazione dell'impatto, ad esempio tramite l'uso di materiali biodegradabili
- rimozione, ad esempio programmi di localizzazione delle reti fantasma, di incentivo alla segnalazione tempestiva degli smarrimenti e campagne di recupero delle attrezzature

Le misure si concretizzano in modi diversi sia a livello normativo sia a livello di accordi volontari delle parti coinvolte.
Da menzionare anche i programmi di riciclo dei materiali recuperati e i programmi di informazione condotti da organismi internazionali in diverse aree geografiche del mondo.